# Bamiyan
For provinsen, se Bamiyanprovinsen.
Bamiyan (dari: بامیان) er en by i det centrale Afghanistan. Byen er hovedstad i provinsen Bamiyan og den største by i den centrale afghanske region Hazarajat. Den har en befolkning på omkring 100.000 (2014) indbyggere, og ligger cirka 240 kilometer nordvest for Kabul.
Byen er kendt for den gamle del, hvor to Buddhastatuer stod i næsten to årtusinder, før de blev sprængt væk med dynamit af Taliban i 2001. Senest er der også blevet fundet nogle af verdens ældste oliemalerier i Bamiyan.

## Fodnoter
1. ↑  nationalgeographic.com